# Romeo (calciatore)
 Romeo, conosciuto anche come Romeo II (fl. XX secolo), è stato un calciatore italiano, di ruolo ala.

## Carriera
Fratello di Ernesto Romeo, venne aggregato alla prima squadra dalle giovanili della Fiorentina. Disputò in stagione 4 presenze, esordendo in campionato il 19 dicembre 1926 contro il Pisa; segnò il suo unico gol in maglia viola il 20 marzo 1927 in occasione dell'incontro con il Prato terminato 2-0. Venne ceduto dopo due stagioni.